# رانندگان جهنم
رانندگان جهنم فیلمی به کارگردانی و نویسندگی محمدرضا فاضلی محصول سال ۱۳۴۵ است.

## خلاصه داستان
رضا، رانندهٔ جوانی که در یک اردوگاه رانندگان کامیون‌های باری است، به دختری علاقه‌مند است، و برادر او نیز، که سپاهی دانش است، با دیدن دختر شیفتهٔ او می‌شود. سپاهی دانش جوان بدون آن که از علاقهٔ رضا به دختر مطلع باشد از برادرش می‌خواهد که دختر را برایش خواستگاری کند. رضا خواست برادر را اجابت می‌کند، اما مرد شرور و هوسرانی که به دختر علاقه‌مند است دو برادر را رو در روی هم قرار می‌دهد، و با خرابکاری در اردوگاه تلاش می‌کند آن دو را سر راه خود بردارد. با کوشش رضا نقشه مرد هوسران بی‌نتیجه می‌ماند و برادر کوچکتر توسط مرد هوسران به قتل می‌رسد و بالاخره قاتل توسط رضا به دام می‌افتد و توسط پلیس دستگیر می‌شود.

## بازیگران
- محمدرضا فاضلی
- سهیلا
- حسن شاهین
- حسین گیل
- ابراهیم نادری
- مژگان
- محمد فرزین
- اکبر جنتی شیرازی
- جواد تقدسی
- علی معماری